# زمین‌لرزه ۱۹۰۵ کالابریا
زمین‌لرزه کالابریا  در تاریخ ۸ سپتامبر ۱۹۰۵ میلادی، برابر با ‎۱۷ شهریور ۱۲۸۴، ساعت ۱:۴۳:۰۰ به زمان یوتی‌سی در ایتالیا، منطقه کالابریا رخ داد. بزرگی آن ۶٫۸ در مقیاس Ms اعلام شده‌است. زمین‌لرزه به وقت محلی در روز جمعه، ساعت ۲ روی داده و منطقه زمانی آن یوتی‌سی +۱ بوده‌است (با لحاظ تغییر ساعت تابستانی).
سازمان زمین‌شناسی آمریکا نیز جای این زمین‌لرزه را در مختصات ۳۹°شمالی ۱۶°شرقی / ۳۹°شمالی ۱۶°شرقی و بزرگی آنرا برابر با ۷٫۹ در مقیاس ریشتر اعلام کرده‌است.
تعداد زخمیان ۲۰۰۰ نفر برآورده شده‌است. سونامی نیز در این زلزله گزارش شده‌است.